# Rocce scolpite di Rothéneuf
Le rocce scolpite di Rothéneuf (in francese: rochers sculptés de Rothéneuf) - chiamate anche i fantasmi di pietra - sono una singolare opera d'arte nel villaggio francese di Rothéneuf, località balneare della Côte d'Émeraude ("Costa di Smeraldo"), nel comune di Saint-Malo (dipartimento dell'Ille-et-Vilaine), nel nord-est della Bretagna (Francia nord-occidentale). Si tratta di oltre 300 figure di vario genere scolpite negli scogli di granito da Adolphe Julien Fouéré, detto (secondo il nome con cui si firmava) l'"Abbé Fouré" (1839 - 1910), un ex-sacerdote colpito da un grave handicap tra il 1894 e il 1910.

## Descrizione
L'opera si estende in un'area di circa 500 m².
Nelle rocce di Rothéneuf l'Abbé Fouré ha scolpito in 26 anni animali, mostri, diavoli e varie tipologie di persone (ritratte talvolta in situazioni comiche), come pirati, contrabbandieri, pescatori, marinai, contadini, carpentieri, clown, guerrieri, ecc., oltre a scene religiose.
Molti personaggi sono ispirati alla saga dei Rothéneuf, famiglia di pirati e contrabbandieri di Saint-Malo del XVI secolo.

Le scene religiose sono invece in gran parte ispirate alla vita di San Budoc, il patrono di Rothéneuf, a cui è dedicata una cappella in loco. Altri temi sono inoltre ispirati alle avventure di Jacques Cartier, il celebre esploratore nativo proprio di Rothéneuf.
Le scene create da Fouré sono suddivise in due "capitoli", Paradiso ed Inferno.

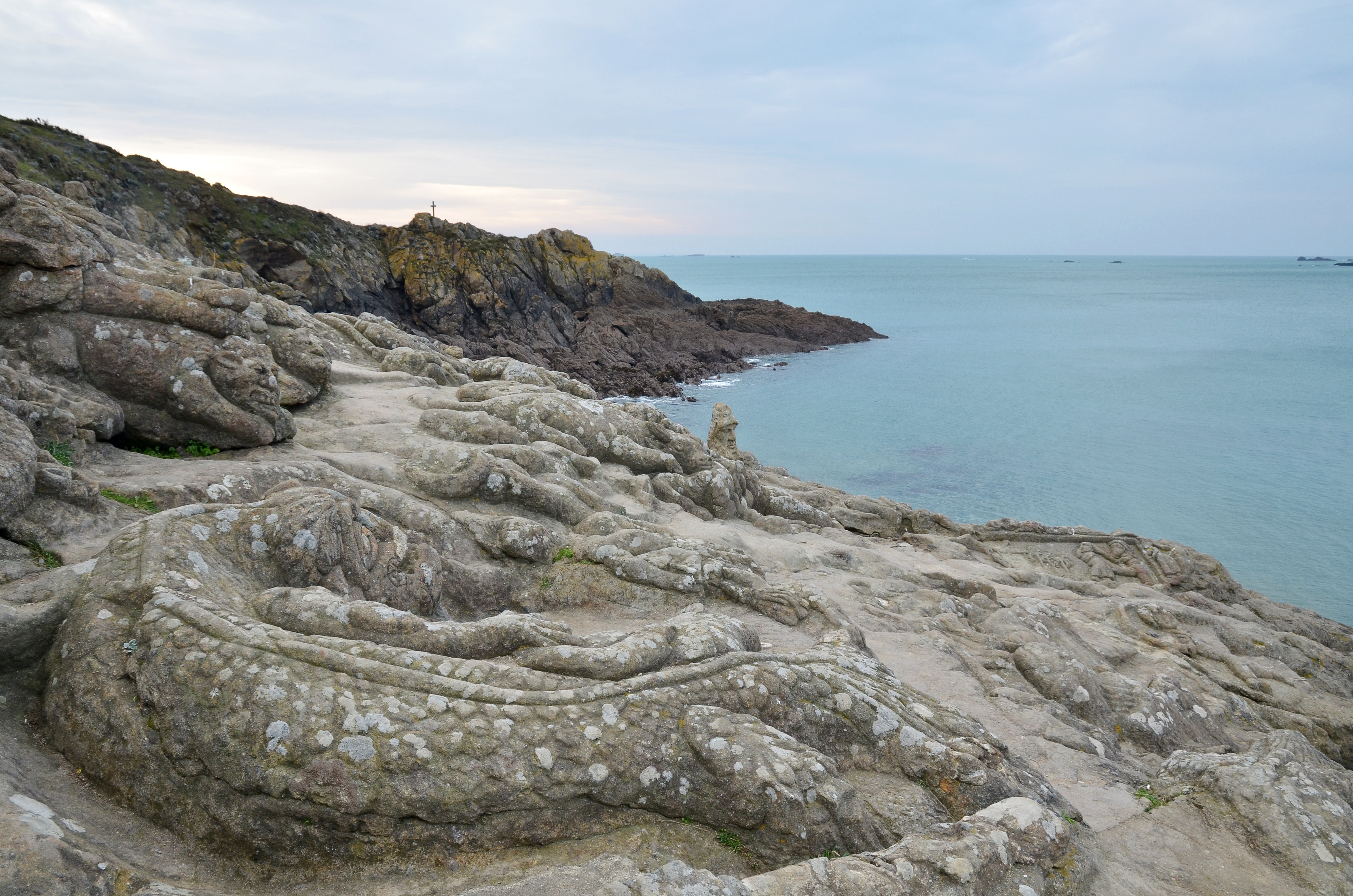
Veduta panoramica del sito
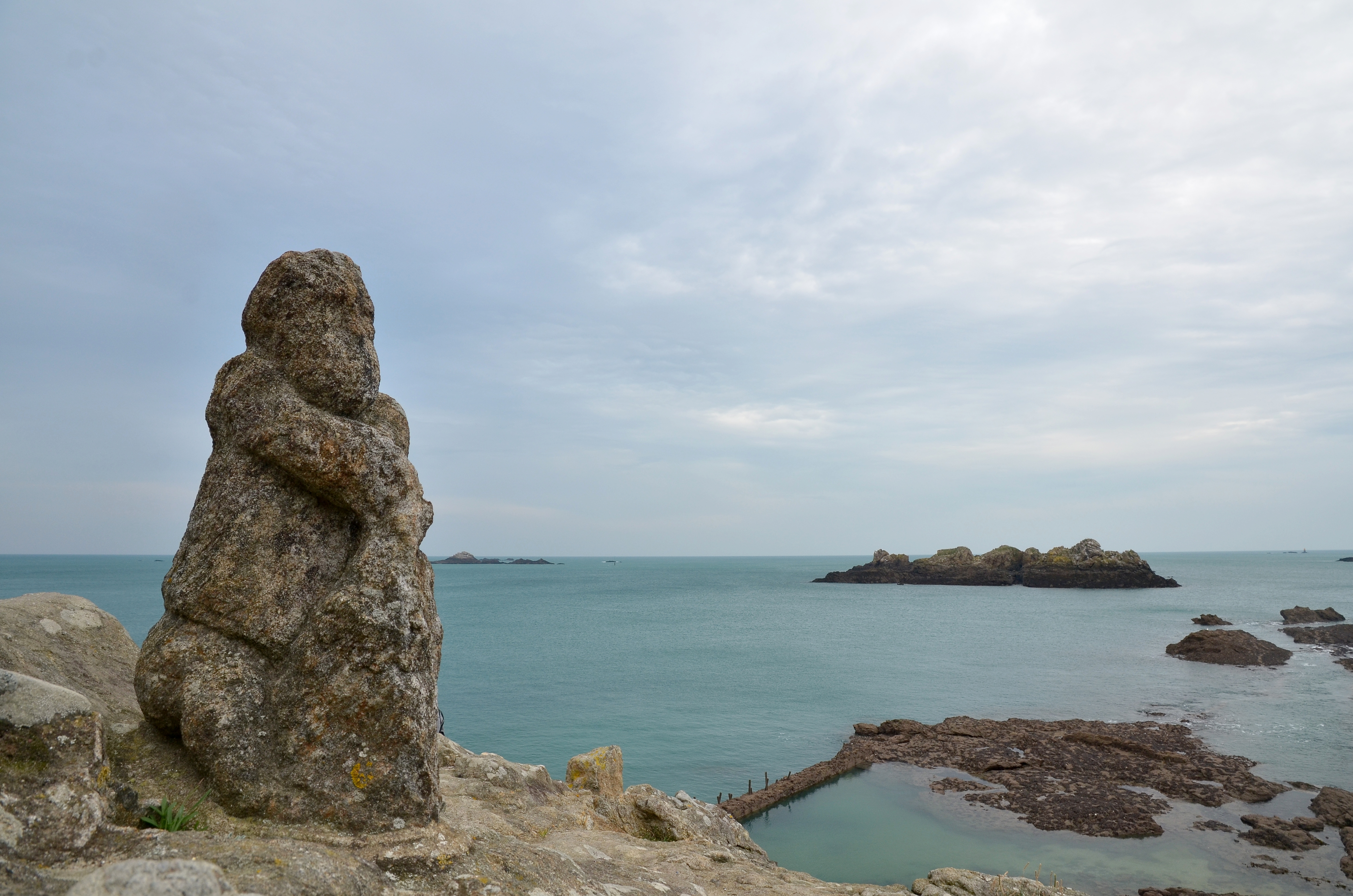
Particolare e panoramica del sito
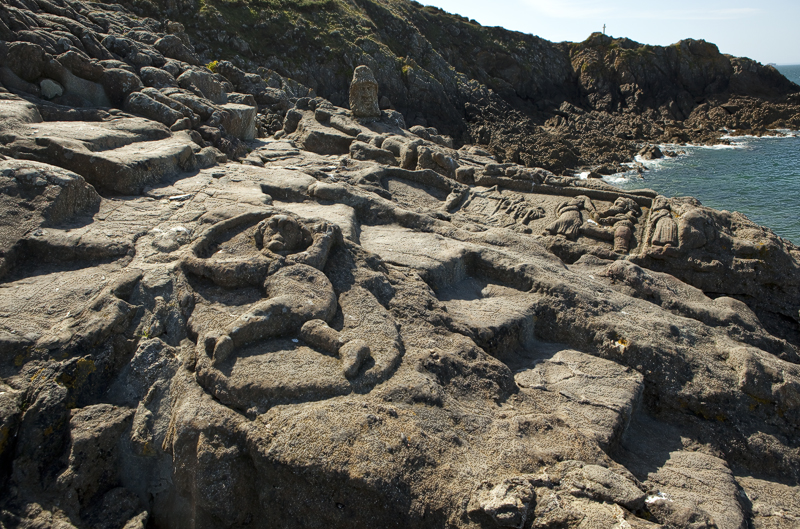
Veduta panoramica del sito
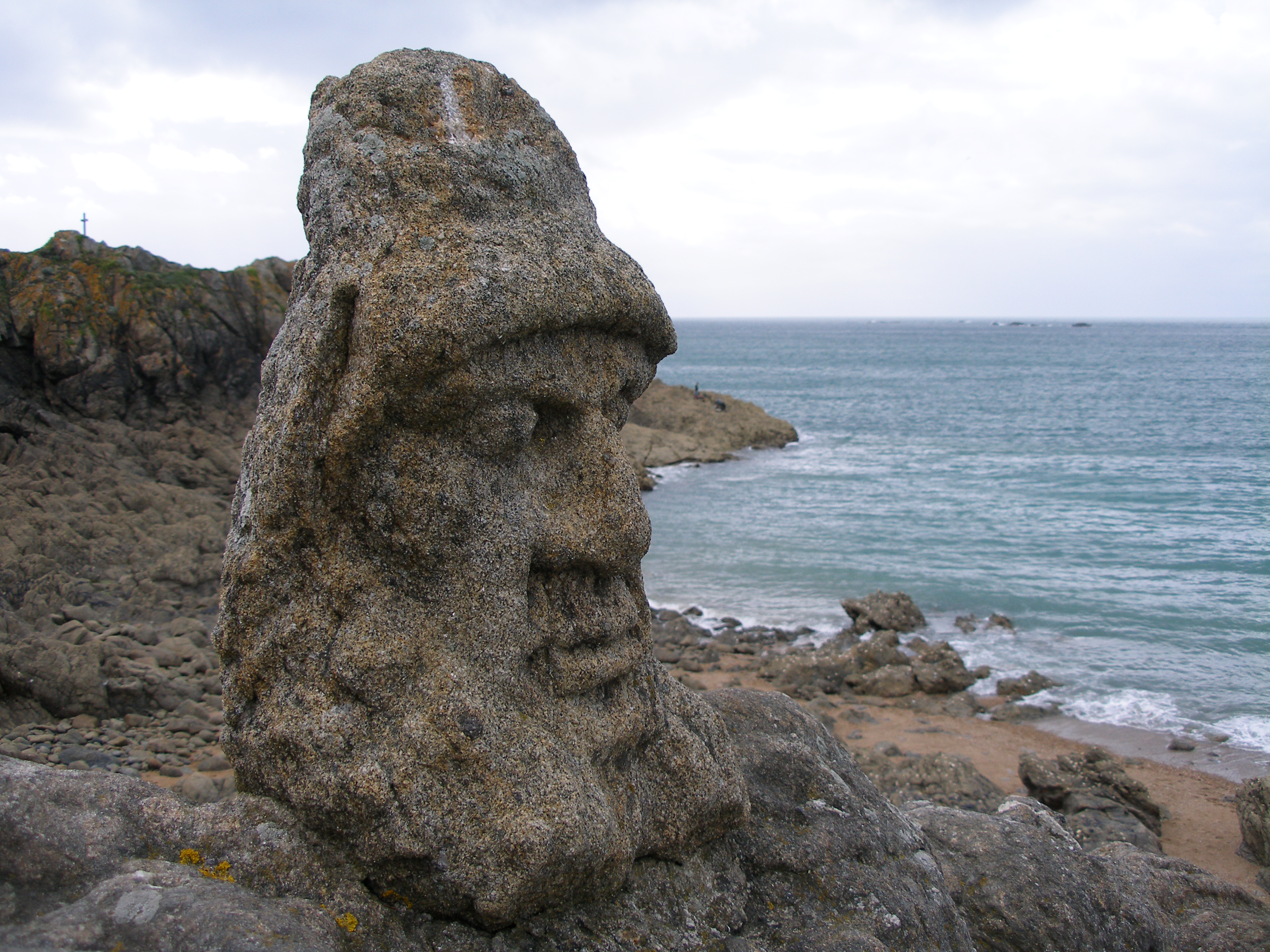
Particolare delle rocce scolpite di Rothéneuf
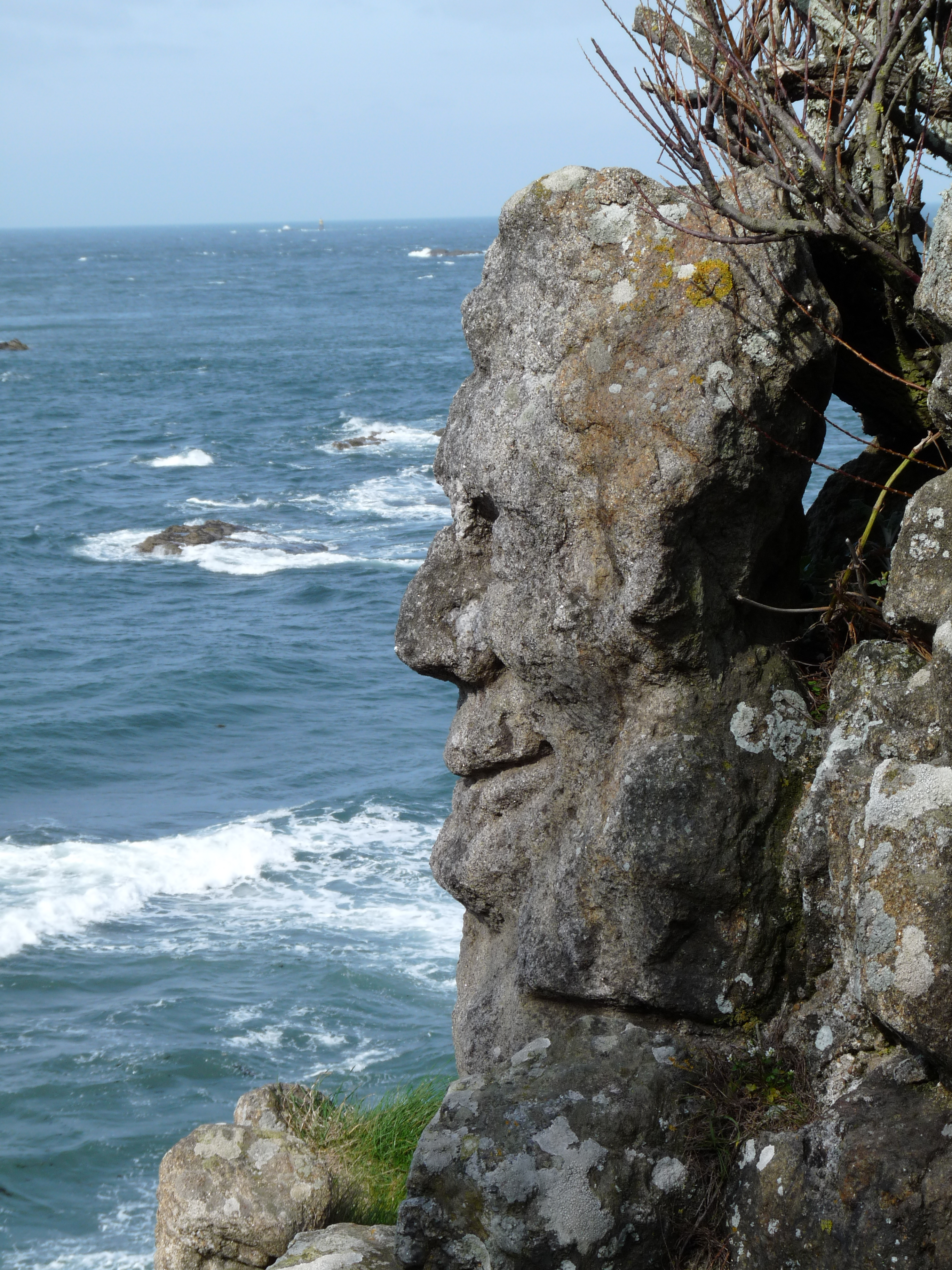
Una curiosa scultura

## Storia
L'opera fu realizzata dopo che Fouré, il quale aveva svolto il sacerdozio a Paimpont, Guipry, Maxent e Langouët, fu colpito nel 1893, all'età di 54 anni, da un ictus che lo stava gradualmente rendendo quasi completamente sordo-muto, ed aveva deciso di ritirarsi a vita solitaria a Rothéneuf, rinunciando ad occuparsi dei suoi parrocchiani.
Probabilmente durante le passeggiate che compiva lungo le spiagge del luogo, fu ispirato dalle leggende, tramandate oralmente, sulla famiglia di pirati dei Rothéneuf, decidendo di rappresentarle in pietra.